# Lina (film 1984)
Lina (ang. Tightrope) – amerykański thriller z 1984 roku w reżyserii Richarda Tuggle'a.

## Zarys fabuły
Kapitan Wes Block z nowoorleańskiego wydziału zabójstw to sterany życiem i bez reszty oddany swej pracy człowiek. Po rozwodzie samotnie wychowuje dwie małoletnie córki. Podejmuje śledztwo w sprawie serii tajemniczych morderstw o podłożu seksualnym. Wkrótce odkrywa, że ofiarami zbrodni padają prostytutki, z którymi wcześniej miał kontakty. Wiele śladów odnalezionych na miejscach zbrodni wskazuje na niego. Wkrótce psychopata atakuje też córki Blocka i jego nowo poznaną partnerkę Beryl. Jak się okazuje, morderca jest byłym policjantem aresztowanym kiedyś za gwałt właśnie przez Blocka. W finałowej scenie filmu obydwaj muszą stoczyć pojedynek na śmierć i życie.

## Główne role
- Clint Eastwood – detektyw Block
- Geneviève Bujold – Beryl Thibodeaux
- Dan Hedaya – det. Molinari, współpracownik Blocka
- Alison Eastwood – Amanda Block
- Jenny Beck – Penny Block
- Marco St. John – zabójca (Leander Rolfe)